# とことん笑顔!きっかけ先生
とことん笑顔!きっかけ先生（とことんえがお きっかけせんせい）はニッポン放送で2004年4月2日から9月まで放送されていたトーク番組。

## 番組概要
当時のフジテレビのキャッチフレーズ「きっかけは、フジテレビ」にちなみ、毎回、ゲストを招き、ゲストの「きっかけ」を伺っていた。

## 出演者

### パーソナリティ
- 山本麻祐子（当時：ニッポン放送アナウンサー）